# Carlos de Grünenbergh
Carlos de Grünenbergh of Grunenburg (Brussel, 16 maart 1638 – Sicilië, 2 februari 1696) was een architect en ingenieur militaire bouwkunde uit de Spaanse Nederlanden. Hij was in dienst van de Spaanse Kroon: in Portugal, Spanje en de Spaanse vicekoninkrijken Napels en Sicilië. Hij had de rang van kolonel in het Spaanse leger. 
In zijn Siciliaanse tijd werkte hij ook aan forten op Malta, voor de Orde der Ridders van Malta. Grünenbergh werd geadeld tot ridder van Malta.

## Levensloop

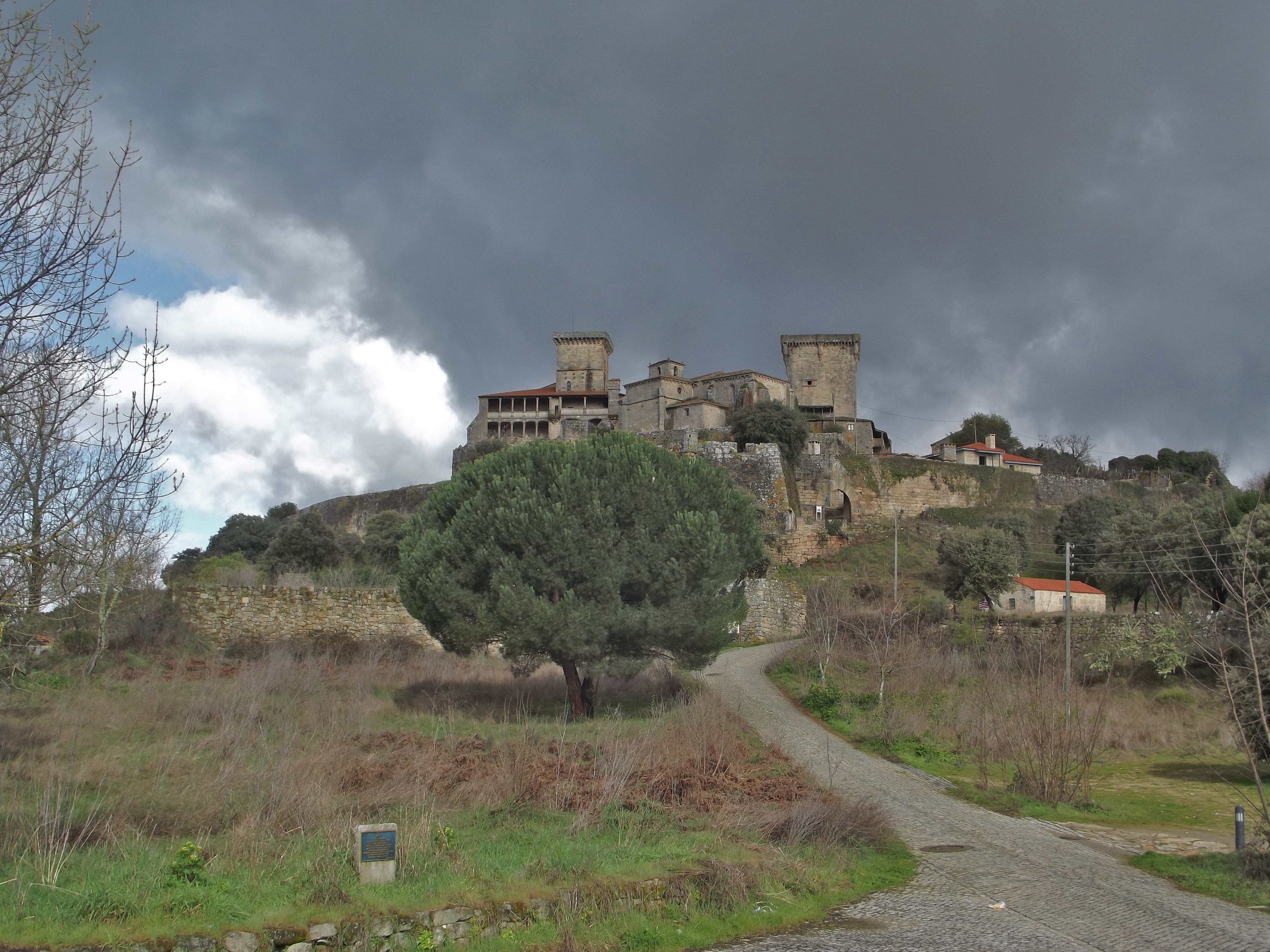
Kasteel van Monterrei, Galicië, Spanje

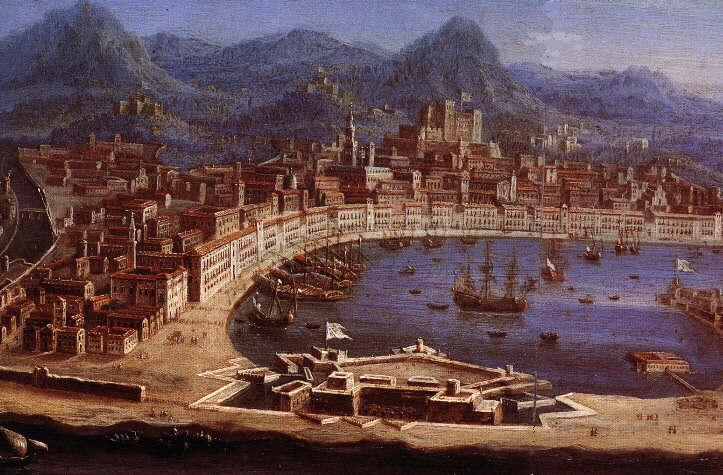
Vooraan de Real Cittadella in Messina, Sicilië

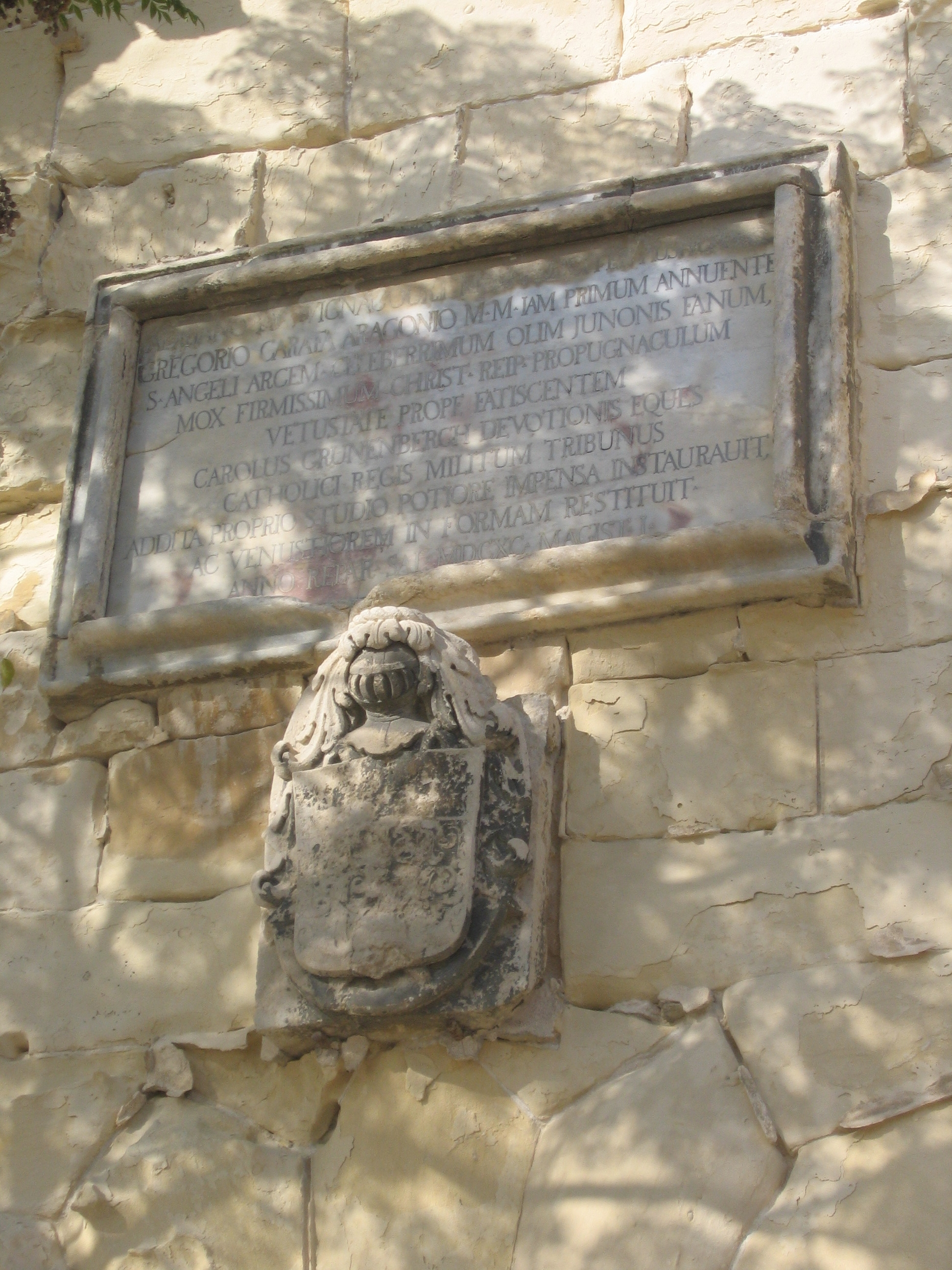
Zijn wapenschild boven de toegangspoort van Fort Sint-Angelo, Malta

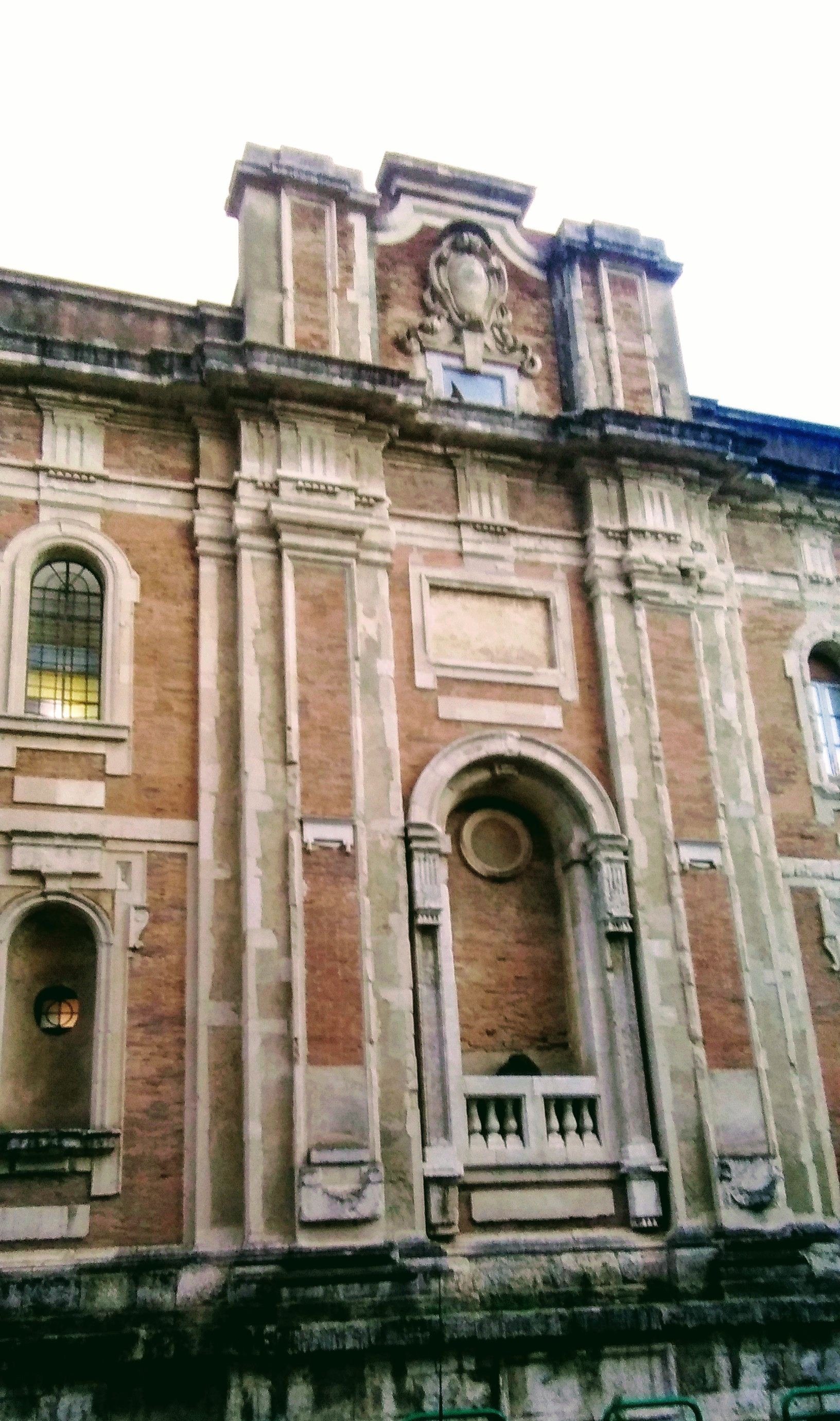
Hij is begraven in de kerk San Giovanni di Malta in Messina, Sicilië

Zijn ouders waren Carlos de Grünenbergh, militair ingenieur en kolonel in het Spaanse leger, en Isabel Clara Spazina. Vader Carlos was geboren in het hertogdom Kleef. Zoon Carlos de Grünenbergh trok met zijn vader en zijn broer Fernando naar Spanje in 1659, nadat de Vrede van de Pyreneeën gesloten was tussen Spanje en Frankrijk. De drie Grünenberghs boden zich aan in Spanje om vestingwerken te versterken. Zijn vader vocht reeds sinds 1656 in Spanje.

### Spanje (1660-1670)
Vanuit Madrid trokken Carlos en zijn broer (1660), en zonder hun vader ditmaal, naar het front in de Portugese Restauratieoorlog. Zij kregen de rang van kolonel. Beide broers bouwden aan de forten Goyàn, La Guardia en Monterrei. Het bestaande kasteel Monterrei lag in het binnenland van Galicië, in de grensprovincie Ourense. Dit kasteel overzag de vallei van Verín, die een belangrijke aanleverroute was tussen Spanje en Portugal. 
Hun belangrijkste bouwwerk was de uitbouw van een fort bovenop een heuvel in de baai van Vigo; van hieruit kan de stad en de zeehaven gedomineerd worden. Nadien trokken ze verder in Galicië. Ze verstevigden de verdedigingsgordel aan de monding van de rivier Arosa en inspecteerden het Spaanse fort op het eiland Sálvora. Ze tekenden vervolgens de plannen voor verdedigingstorens in Orense, Bayona, Monzon, Salvatierra, Medos en Amorin. Ook de havens van Muros, La Coruna en Ferrol werden versterkt. 
Wanneer de broers Grünenbergh in Madrid verbleven, bestudeerden zij hoe de rivier Manzanares te kanaliseren. Met hun kennis van de hydraulica uit de Lage Landen werd een deel bevaarbaar gemaakt in de buurt van Toledo. Zij publiceerden in 1668 een open brief om méér rivieren in Spanje te kanaliseren, omwille van de economische winst die dit oplevert. Tevens vroegen ze terug te keren naar de Spaanse Nederlanden. De Krijgsraad weigerde de terugkeer (1669).

### Sicilië (1670-1696)
Beide broers verhuisden voor hun nieuwe opdracht naar Napels (1670). De haven van Napels was op dat moment een belangrijke haven voor troepenaanvoer naar Spanje. Hun taak was de haveninfrastructuur voor het leger te verbeteren. 
Een jaar later, in 1671, ging Grünenbergh zonder zijn broer Fernando naar Sicilië. De nieuwe onderkoning van Sicilië was de Zuid-Nederlandse edelman Claude Lamoral I van Ligne. De prins van Ligne was verantwoordelijk voor een heus fortificatieprogramma van Sicilië; de Ottomaanse verovering van Kreta (1669) had de dreiging voor Sicilië op scherp gezet. Ook de Franse koning Lodewijk XIV sprak dreigende taal naar Sicilië toe. De prins van Ligne wierf Grünenbergh aan als hoofdingenieur van het vicekoninkrijk Sicilië (1671). De oostkust van Sicilië kende nauwelijks forten. Grünenbergh tekende de plannen voor een fort in vier kwetsbare steden aan de Ionische Zee: Catania, Syracuse, Augusta en Messina. Het fort van Catania werd het grootste bouwwerk; de verdedigingsmuren waren deels weggeveegd door lava, tijdens de uitbarsting van de Etna in 1669. Het bouwwerk in Messina droeg de naam Real Cittadella of Koninklijke Citadel. De citadel had een dubbele functie: verdediging van de haven tegen invasie vanuit de Straat van Messina, en anderzijds, de opstandige stad te kunnen beschieten. In Messina was er immers enkele jaren eerder een pro-Franse opstand uitgebroken, die de Spanjaarden moeizaam konden neerslaan. Daarnaast bouwde hij de stad Trapani uit, waar hij de Toren van Ligny (Italiaans: Torre di Ligny) aan de haven oprichtte. Dit was een wachttoren. Nabij Palermo bouwde hij een versterking op het eiland Farinana. 
In 1674, na het vertrek van onderkoning-prins van Ligne braken er een anti-Spaanse opstand uit in Messina. De revolutionairen kregen de steun van koning Lodewijk XIV van Frankrijk. Kolonel Grünenbergh werd van de bouwwerven weggehaald om het kasteel San Salvador de los Griegos in Messina te verdedigen. Grünenbergh vroeg onderkoning-markies Fadrique de Toledo y Osorio om arbeiders om een verdedigingsgracht te graven. Dezen kwamen er niet. Na een maand belegering door de revolutionairen gaf Grünenbergh zich over. Hij en andere Spaanse officieren werden afgevoerd naar de Provence in Frankrijk. Daar bleef hij twee jaren in gevangenschap, tot in 1676. Terug in Sicilië moest hij zich voor de Krijgsraad verantwoorden. Hij won het proces (1678). Niettemin trok Grünenbergh er weg. Hij werd toegelaten tot het staatsbureau van ingenieurs in Napels. Daar tekende hij plannen voor een nieuw dok.
Vanaf 1686 kreeg hij opnieuw orders voor militaire bouwplannen in Sicilië. Dit liep samen met de publicatie van Teatro Geografico Antiguo y Moderno del Reyno de Sicilia (1686). Aan deze atlas had Grünenbergh de kans gekregen om mee te werken. De atlas behandelt Siciliaanse steden. Voor Grünenbergh betekende het een eerherstel van zijn naam in Madrid.
In 1693 werd Oost-Sicilië getroffen door een zware aardbeving met duizenden doden. Grünenbergh werd, naast andere architecten en ingenieurs, aangezocht door de hertog van Camastra, intendant-generaal voor de wederopbouw. Hij leidde herstelwerken aan de fortificaties in Syracuse en Augusta, twee bouwwerken die hij goed kende. Hij werkte ook als ingenieur burgerlijke bouwkunde, met name aan de urbanisatieplannen van enkele steden zoals bijvoorbeeld Catania, Santo Stefano di Camastra en Noto.

### Malta (1681; 1687; 1688)
Driemaal kreeg Grünenbergh de toestemming van de onderkoning van Sicilië om in Malta te werken. Dit gebeurde in 1681, 1687 en 1898. Hij werkte er in dienst van de Orde van Malta. 
In het Fort Sint-Elmo in Valletta was hij technisch verantwoordelijk voor de laatste bouwfase van al wat de Ridders van Malta gebouwd hebben aan het fort. De militaire verantwoordelijkheid lag bij ridder Blondel en grootmeester Gregorio Carafa, die door Spanje verplicht was het Fort Sint-Elmo te versterken (vanaf 1680). Het ging zowel om herstelwerken als om nieuwbouw, het zogenaamde Carafa Bastion.
Op meerdere plaatsen bouwde hij een onderwal of faussebraye. Een onderwal liet toe een fort te verdedigen met artilleriegeschut op zeeniveau. Een onderwal kwam er aan het Fort Sint-Angelo gelegen in Birgu, het Bastion Saint-Chistopher in Valletta en aan de stadsmuren van Senglea. Dit laatste moest de toegang tot de Kreek van Birgu beschermen. Het Fort Sint-Angelo in Birgu herstelde hij in grote mate, want de middeleeuwse bouw voldeed niet meer voor oorlogsvoering. Boven de hoofdingang van het Fort Sint-Angelo heeft Grünenbergh zijn wapenschild bevestigd. 
Sommige van de constructiewerken bekostigde Grünenbergh zelf. De Orde van Malta verleende hem uit dankbaarheid het ridderschap.
Na zijn dood in 1696 werd hij ten grave gedragen in de Chiesa di San Giovanni di Malta, de kerk der Ridders van Malta in Messina.